# ヘイマーケット (ニューサウスウェールズ州)
ヘイマーケット (Haymarket) はオーストラリアのニューサウスウェールズ州にあるシティ・オブ・シドニーに属するサバーブである。シドニー中心業務地区の南端に位置している。シドニー市のチャイナタウン、タイタウン、鉄道広場（英語）の大部分がヘイマーケットに含まれる。ヘイマーケットはダーリングハーバーに隣接し、ウルティモ、チッペンデール、サリーヒルズ、シドニー中心業務地区のサバーブに囲まれている。

## 歴史

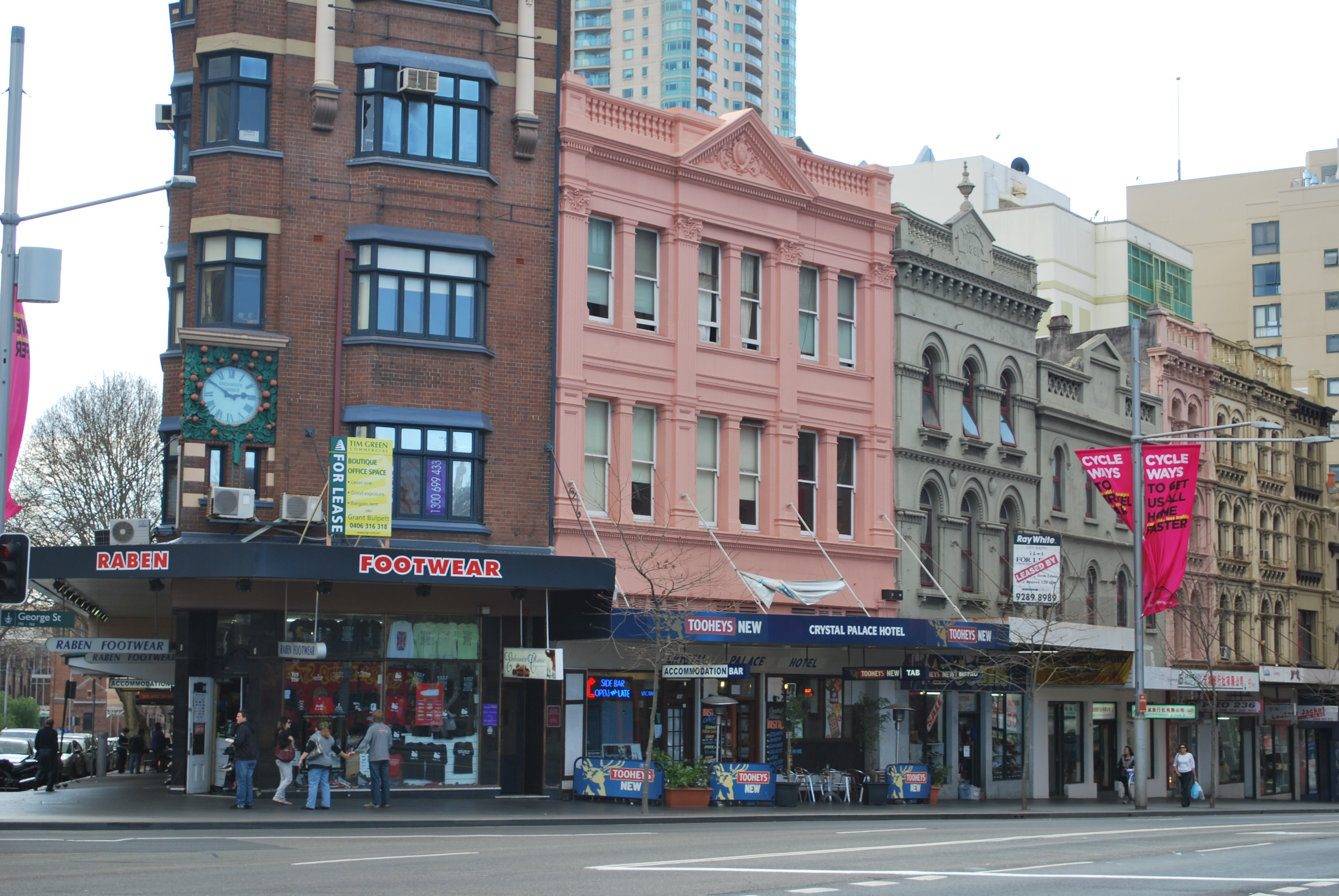
1900年代に建てられたクリスタルパレスホテル

シドニーの農産物市場は、20世紀初頭から1980年代までヘイマーケットに位置していたが、現在はフレミントンに移転した。現在でも、野菜市場があった場所で、小さい農作物市場とフリーマーケットが集まったパディーズマーケット（英語）が運営されている。パディーズマーケットは”マーケットシティ”という複合施設の一部で、ほかには高層マンション、フードコートを備えたモダンなショッピングセンター、レストラン、ブティック、専門店、映画館やアミューズメントセンターなどのエンターテイメント施設がある。
元々あった野菜市場の外壁は1909年に建てられたもので、エドワード建築（英語）の例として修復を受け、保存されている。元の野菜市場は、都市建築家C.Broderickの設計による最初の都市型市場の一部であった。それ以前のベルモア市場がダーリングハーバーからあまりにも遠かったため、代わりとして、ヘイストリート、キーストリート、トーマスストリートに囲まれた地区に建設されたものである。
新しい都市型市場には、ジョージ・マクレーが設計し1910年に建設されたシドニー市市場（ウルティモロード）と、1911年に建設され、1985年に国営銀行によって修復されたシドニー市場ベル・タワー（キーストリート）が含まれていた。ベル・タワーは現在、シドニー工科大学の敷地内にある。
1928年に建設されたキャピトルシアターもヘイマーケットにある。

### 文化財
ヘイマーケットには、以下を含む多くの文化財がある。
- 17 リトルピアーズストリート:HydraulicPumpStation 州文化財[4]

## 人口
2016年の国勢調査では7,353人がヘイマーケットに居住している。年齢の中央値は27歳で人口の49.7%が20-29歳である。ヘイマーケットの住民の半数以上が教育機関に通っており、その大多数は高等教育もしくは職業訓練を受けている。2011年時点で居住者のわずか8.3％がオーストラリア生まれ、人口の87.8％が外国出身で、オーストラリアのサバーブで最も高い。
出身地の中でも多い国は、タイ20.7％、中国18.9％、インドネシア11.5％、韓国5.0％、ベトナム2.1％である。71.6％の人々が家庭では英語以外の言語を話している。主な言語はタイ語20.4%、普通話20.3%、インドネシア語10.2%、広東語5.1%、韓国語の4.8%である。信仰する宗教で多いのは、無宗教33.2％と仏教30.5％である。住居の99.8％はアパートやユニットである。住居を借りる世帯の47.8％が家計収入の30％以上を賃料として支払っている（ニューサウスウェールズ州平均12.9％、オーストラリア平均11.5％）。

## 交通
セントラル駅は南側の境に位置している。ヘイマーケットにはシドニー・エンターテイメント・センターがダーリングハーバーとパディーズマーケットの間に、そしてシドニー工科大学の5号館がある。
ヘイマーケットにはライトレール・ネットワークのダルウィッチ・ヒル線が通っており、セントラル、キャピトルスクエア、パディーズマーケットの3駅がある。ライトレールは旧貨物輸送線を使用している。ライトレールが鉄道広場とセントラル駅間の線路を歩道に変換した短い通りは使用されていない。

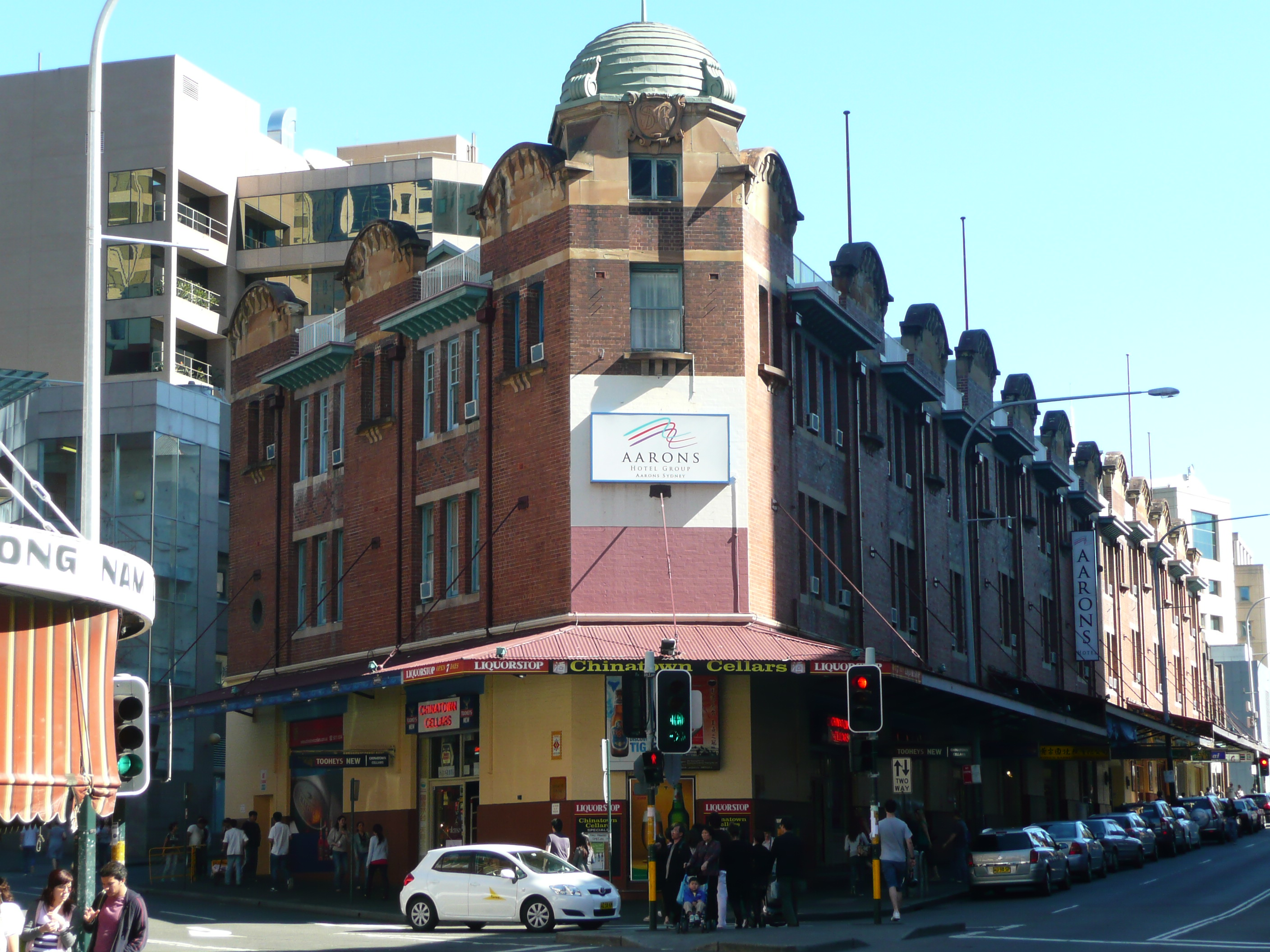
旧市街市場のアーロンズホテル
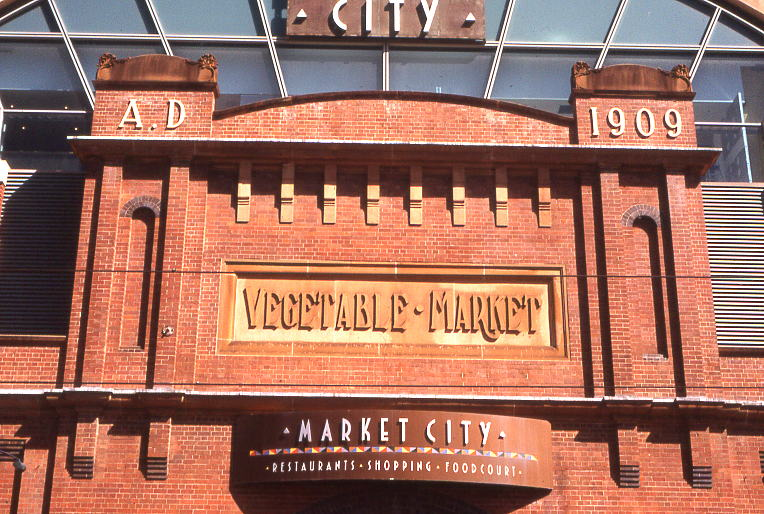
野菜の市場だった建物（現在は複合施設マーケットシティの一部）
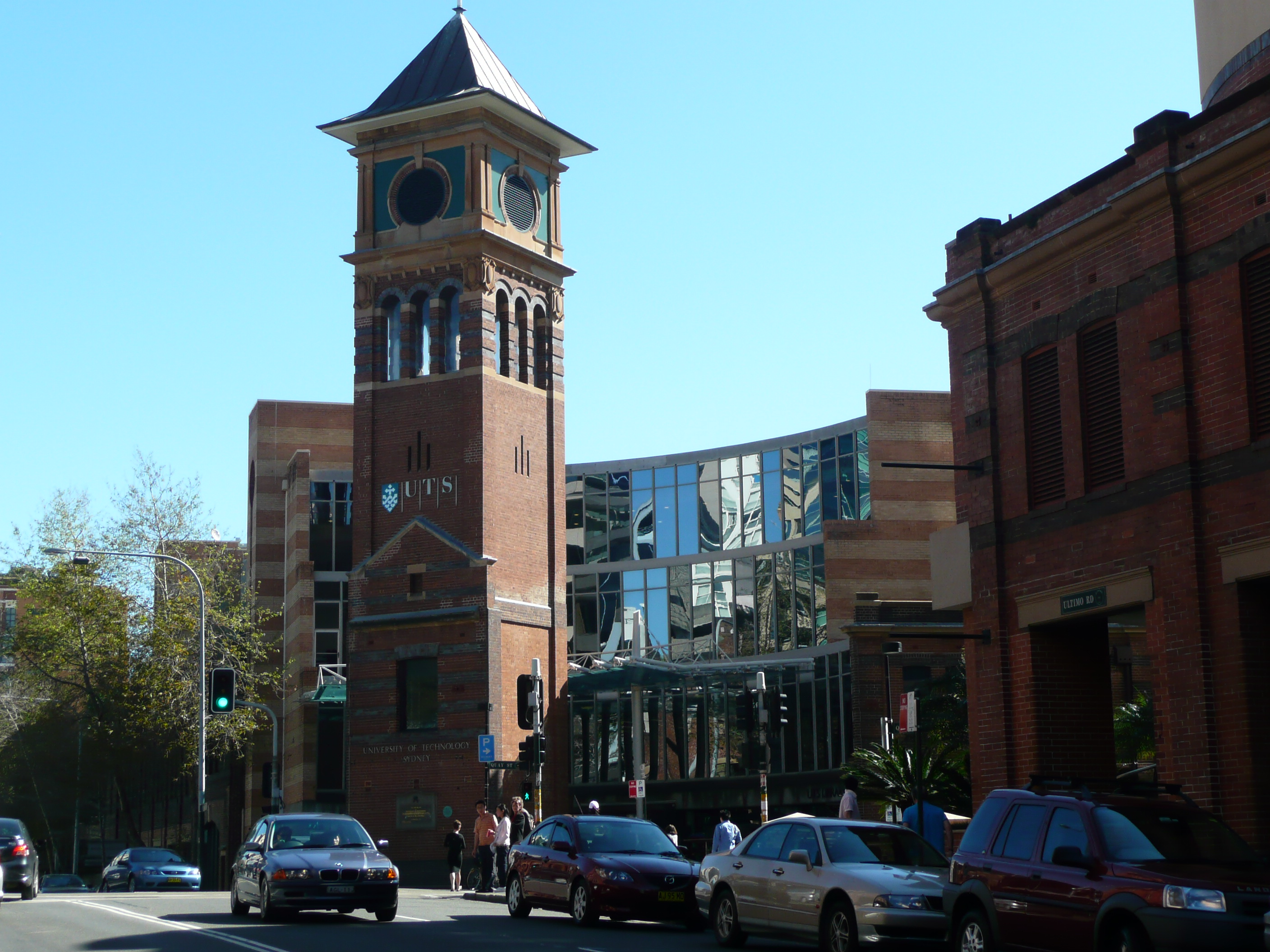
ベル・タワー
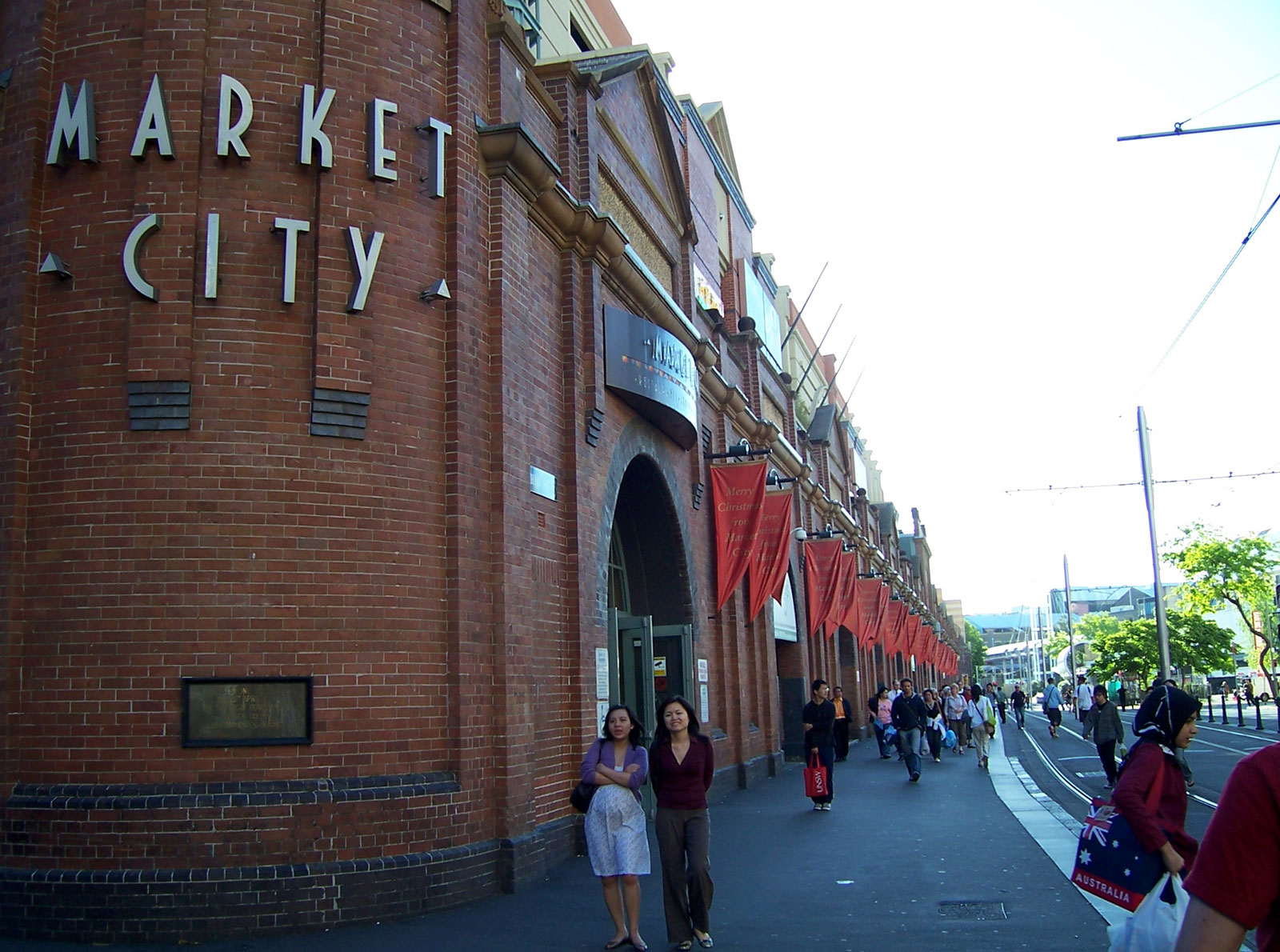
マーケットシティ
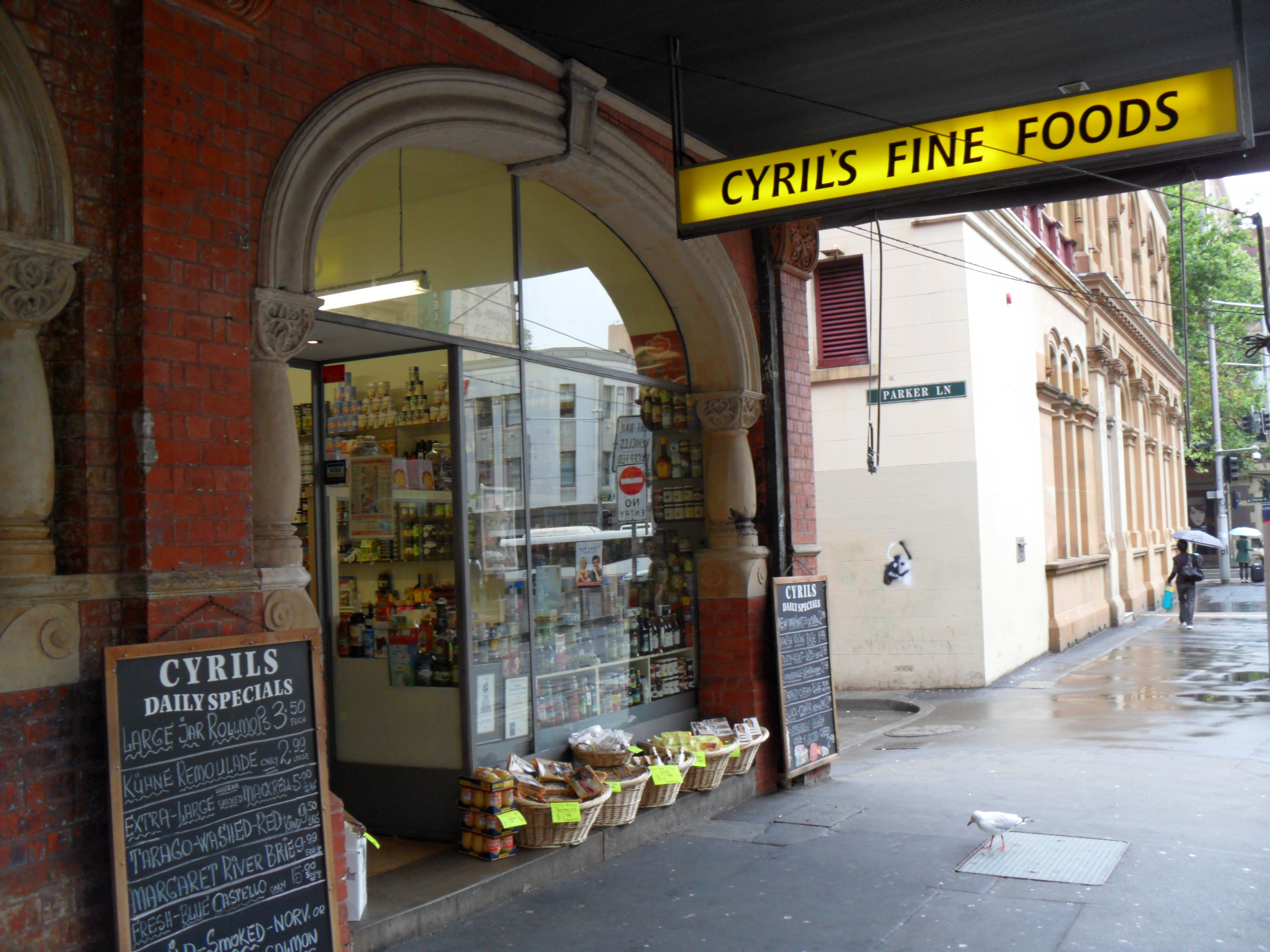
ジョージ通り